# جان جوزيف فاليري
جان جوزيف فاليري هو سياسي فرنسي، ولد في 1828 في باستيا في فرنسا، وتوفي في 26 مارس 1879 في فلورنسا في إيطاليا. انتخب عضو مجلس الشيوخ في الجمهورية الفرنسية الثالثة ‏.